# 아이손

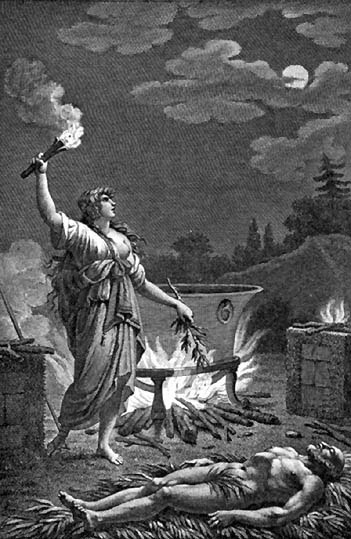

아이손(그리스어: Αἴσων)은 그리스 신화의 인물이며, 황금양모의 영웅 이아손의 아버지로 유명하다.
아이손은 테살리아의 이올코스를 세운 왕 크레테우스와 살모네우스의 딸 티로 사이에서 태어난 아들이다. 티로는 크레테우스와 결혼하기 전에 바다의 신 포세이돈과 관계를 맺어 펠리아스와 넬레우스라는 쌍둥이를 낳았다. 크레테우스가 죽자 아이손이 즉위했고 펠리아스는 왕위를 찬탈하고 아이손을 동굴에 가두어 버렸다.아이손은 펠리아스가 보복할까 두려워 이아손을 켄타우로스 현자 케이론에게 몰래 보내어 양육하게 하였다.
이아손은 자라서 20살이 되자 이올코스로 와서 자신의 왕위 계승권을 주장했는데, 펠리아스는 콜키스의 황금빛 양털 가죽을 가져오면 왕위를 내준다고 약속하하였다. 이아손은 아르고호의 원정대와 함께 모험을 떠났다. 이아손이 떠나자 펠리아스는 아이손을 죽이려고 하였다.
아이손의 그 후의 생애에 대하여는 두가지 다른 전승이 내려온다.
첫째는 아폴로니오스의 이야기로 아이손이 펠리아스의 손에 죽기 전에 황소의 피를 마시고 자살하고 그의 아내도 함께 죽었고, 펠리아스는 아이손의 어린 아들 프로마코스도 죽였다고 한다. 그러나 오비디우스의 《변신이야기》 제7권 2편의 이야기에 따르면, 아이손은 이아손이 황금양모 원정에서 성공하고 메데이아를 아내로 삼아 돌아왔을 때까지 살아 있었으며, 메데이아가 마법을 써서 늙은 아이손의 목을 따고 피를 뺀 후 새로운 피를 넣어 회춘(回春)시켰다고 한다.